# رايموند أوغدن
رايموند أوغدن (بالإنجليزية: Raymond William Ogden)‏ هو رياضياتي بريطاني، ولد في 19 سبتمبر 1943.